# Institut für Arbeits- und Wirtschaftsrecht der Universität zu Köln
Das Institut für Arbeits- und Wirtschaftsrecht der Universität zu Köln wurde 1929 von Hans Carl Nipperdey, Heinrich Lehmann und Hans Planitz als Institut für Arbeits-, Wirtschafts- und Auslandsrecht gegründet. Seit 2022 wird es von Clemens Höpfner und Jens Koch geführt. Das Institut beschäftigt rund 40 Mitarbeiter und befindet sich in Köln-Lindenthal.

## Geschichte und Gegenwart
Das Institut hat seine Wurzeln in dem nach dem Ende des Ersten Weltkriegs von Heinrich Lehmann, dem zweiten Rektor der Universität zu Köln, gegründeten Seminar für Handels- und Industrierecht. Dieses wurde nach mehrfacher Erweiterung 1929 in das Institut für Arbeitsrecht, Wirtschaftsrecht und Auslandsrecht umbenannt. Die Abteilung Wirtschaftsrecht stand unter der Leitung von Heinrich Lehmann, die arbeitsrechtliche Abteilung führte Hans Carl Nipperdey und die auslandsrechtliche Abteilung Hans Planitz. 1950 wurde die auslandsrechtliche Abteilung ausgegliedert und bildete den Grundstock für ein neues Institut für internationales und ausländisches Privatrecht der Universität zu Köln. Hans Carl Nipperdey, erster Präsident des Bundesarbeitsgerichts von 1954 bis 1963, hatte nach dem Zweiten Weltkrieg bereits die Leitung der arbeitsrechtlichen und der wirtschaftsrechtlichen Abteilung übernommen und wurde Direktor des Instituts, dessen Name sich in Institut für Arbeits- und Wirtschaftsrecht änderte. Seine Nachfolger als geschäftsführende Direktoren waren von 1967 bis 1969 Wolfgang Zöllner, von 1969 bis 1998 Herbert Wiedemann und von 1998 bis 2022 Martin Henssler. Neben Wiedemann waren Peter Hanau und Manfred Lieb, neben Henssler Barbara Dauner-Lieb (bis heute) und Ulrich Preis (bis 2022) Mitdirektoren des Instituts. 2022 haben Clemens Höpfner in der arbeitsrechtlichen und Jens Koch in der wirtschaftsrechtlichen Abteilung gemeinsam die Nachfolge Hensslers als geschäftsführende Direktoren angetreten.
Das Institut ist eine der traditionsreichsten und renommiertesten Einrichtungen seiner Art in der Bundesrepublik und genießt auch international einen hervorragenden Ruf. Es ist breit vernetzt, kooperiert mit mehreren Stiftungen, Vereinen und Verbänden und hat einige herausragende juristische Persönlichkeiten der Gegenwart hervorgebracht.

## Forschung, Lehre und Veranstaltungen
Die Forschungsschwerpunkte des Instituts liegen im Arbeitsrecht und im Gesellschaftsrecht. Es unterhält eine eigene Schriftenreihe, die herausragende Habilitationsschriften, Dissertationen und andere Monographien im breiten Spektrum des Arbeits- und Wirtschaftsrechts umfasst und im Verlag C.H. Beck, seit 2010 im Nomos Verlag erscheint. Außerdem gibt das Institut die arbeitsrechtliche Zeitschrift „Recht der Arbeit“ (RdA) heraus. Ferner betreut es Spezialbibliotheken für seine jeweiligen Forschungsschwerpunkte, die außergewöhnlich breite historische Bestände umfassen.
Die Vorlesungen, Seminare und übrigen Lehrveranstaltungen des Instituts decken neben dem Arbeits- und Gesellschaftsrecht auch das Bürgerliche Recht, das Handelsrecht und die juristische Methodenlehre ab. Sie richten sich an Studierende im Grundstudium, im Schwerpunktstudium sowie in der Examensvorbereitung.
Regelmäßig veranstaltet das Institut Vortragsreihen, Symposien und Ähnliches und lädt dazu führende Größen aus Wissenschaft und Justiz sowie aus Anwaltschaft und Wirtschaft ein.